# Tjernookovo (distrikt i Bulgarien, Dobritj)
Tjernookovo (bulgariska: Чернооково) är ett distrikt i Bulgarien.   Det ligger i kommunen Obsjtina General-Tosjevo och regionen Dobritj, i den östra delen av landet, 400 km öster om huvudstaden Sofia.
Trakten runt Tjernookovo består till största delen av jordbruksmark. Runt Tjernookovo är det ganska glesbefolkat, med 22 invånare per kvadratkilometer.